# Boston Celtics 1960-1961
La stagione 1960-61 dei Boston Celtics fu la 15ª nella NBA per la franchigia.
I Boston Celtics vinsero la Eastern Division con un record di 57-22. Nei play-off vinsero la finale di division con i Syracuse Nationals (4-1), vincendo poi il titolo battendo nella finale NBA i St. Louis Hawks (4-1).

## Roster
| \| Pos. \| Num. \| Naz. \| Nome \| Altezza \| Peso \| Data nascita \| Provenienza \| \| ---- \| ---- \| ---- \| -------------- \| ------- \| ------ \| ------------ \| ---------------------- \| \| A/C \| 17 \| \| Conley, Gene \| 203 cm \| 102 kg \| 10-11-1930 \| Washington State \| \| G \| 14 \| \| Cousy, Bob \| 185 cm \| 79 kg \| 09-08-1928 \| Holy Cross \| \| A \| 20 \| \| Guarilia, Gene \| 196 cm \| 100 kg \| 13-09-1937 \| George Washington \| \| A/C \| 15 \| \| Heinsohn, Tom \| 201 cm \| 99 kg \| 26-08-1934 \| Holy Cross \| \| G \| 25 \| \| Jones, K.C. \| 185 cm \| 91 kg \| 25-05-1932 \| San Francisco \| \| G/AP \| 24 \| \| Jones, Sam \| 193 cm \| 90 kg \| 24-06-1933 \| North Carolina Central \| \| A \| 18 \| \| Loscutoff, Jim \| 196 cm \| 100 kg \| 04-02-1930 \| Oregon \| \| G/AP \| 23 \| \| Ramsey, Frank \| 191 cm \| 86 kg \| 13-07-1931 \| Kentucky \| \| C \| 6 \| \| Russell, Bill \| 206 cm \| 98 kg \| 12-02-1934 \| San Francisco \| \| A \| 16 \| \| Sanders, Satch \| 198 cm \| 95 kg \| 08-11-1938 \| New York \| \| G \| 21 \| \| Sharman, Bill \| 185 cm \| 79 kg \| 25-05-1926 \| Southern California \| | Allenatore - Red Auerbach Assistente/i - Buddy LeRoux Legenda - (C) Capitano - (FA) Free agent - (S) Sospeso - (TW) Contratto Two-way - (GL) Assegnato a squadra G League affiliata - Infortunato Roster • Transazioni · Ultima transazione: 27 marzo 1961 |                        |                |         |        |              |                        |
| Pos. | Num. | Naz.                   | Nome           | Altezza | Peso   | Data nascita | Provenienza            |
| A/C | 17 | Stati Uniti (bandiera) | Conley, Gene   | 203 cm  | 102 kg | 10-11-1930   | Washington State       |
| G | 14 | Stati Uniti (bandiera) | Cousy, Bob     | 185 cm  | 79 kg  | 09-08-1928   | Holy Cross             |
| A | 20 | Stati Uniti (bandiera) | Guarilia, Gene | 196 cm  | 100 kg | 13-09-1937   | George Washington      |
| A/C | 15 | Stati Uniti (bandiera) | Heinsohn, Tom  | 201 cm  | 99 kg  | 26-08-1934   | Holy Cross             |
| G | 25 | Stati Uniti (bandiera) | Jones, K.C.    | 185 cm  | 91 kg  | 25-05-1932   | San Francisco          |
| G/AP | 24 | Stati Uniti (bandiera) | Jones, Sam     | 193 cm  | 90 kg  | 24-06-1933   | North Carolina Central |
| A | 18 | Stati Uniti (bandiera) | Loscutoff, Jim | 196 cm  | 100 kg | 04-02-1930   | Oregon                 |
| G/AP | 23 | Stati Uniti (bandiera) | Ramsey, Frank  | 191 cm  | 86 kg  | 13-07-1931   | Kentucky               |
| C | 6 | Stati Uniti (bandiera) | Russell, Bill  | 206 cm  | 98 kg  | 12-02-1934   | San Francisco          |
| A | 16 | Stati Uniti (bandiera) | Sanders, Satch | 198 cm  | 95 kg  | 08-11-1938   | New York               |
| G | 21 | Stati Uniti (bandiera) | Sharman, Bill  | 185 cm  | 79 kg  | 25-05-1926   | Southern California    |